# Włośnianka cylindrycznozarodnikowa
Artykuł ten został zgłoszony do umieszczenia na stronie głównej w rubryce „Czy wiesz”.
Pomóż nam go sprawdzić: oceń zgłoszoną nominację.
Włośnianka cylindrycznozarodnikowa (Hebeloma cylindrosporum Romagn.) – gatunek grzybów należący do rodziny pierścieniakowatych (Strophariaceae).

## Systematyka i nazewnictwo
Pozycja w klasyfikacji według Index Fungorum: Hebeloma, Strophariaceae, Agaricales, Agaricomycetidae, Agaricomycetes, Agaricomycotina, Basidiomycota, Fungi.
Po raz pierwszy opisał go Henri Charles Louis Romagnesi we Francji w 1965r. Wskazał holotyp Synonimy:
- Hebeloma cylindrosporum f. pseudoradicatum (Bon) Migl. & Bon 1987
- Hebeloma cylindrosporum var. pseudoradicatum Bon 1979

Polską nazwę zaproponował Władysław Wojewoda w 2003 r.

## Morfologia
Kapelusz
O średnicy 25–35 mm, początkowo poduszkowaty, następnie rozszerzający się, czasami lekko wklęsły, z ostrym, a następnie wyprostowującym się brzegiem, w centrum najpierw czerwonawy, potem brązowy, jaśniejszy ku brzegowi, lekko lepki, błyszczący.
Blaszki
Dość gęste, nierówne, szerokie (4–10 mm), początkowo zatokowato wycięte, potem wolne, najpierw gliniaste, potem brązowe, w końcu jaskrawoczerwonobrązowe z jaśniejszym brzegiem.
Trzon
Wysokość 43–90 mm, grubość 3–10 mm, cylindryczny, często zwężający się ku podstawie. Powierzchnia blada, potem czerwonawa, na koniec brązowa, kłaczkowata. Osłona bardzo nietrwała.
Miąższ
Gruby, blady, umiarkowanie brązowiejący. Zapach zielny, przyjemny. Smak gorzki.
Wysyp zarodników
Jaskrawo brązowy.
Cechy mikroskopowe
Zarodniki 7,7–9(–11) × 4,2–4,7 μm, wąskocylindryczne do elipsoidalnych, tępe, z wyraźnym perisporium silnie brodawkowane, pod mikroskopem intensywnie ubarwione. Włoski brzeżne małe, butelkowate do cylindrycznych, 18–30 × 4–7 μm. Warstwa pod skórka mniej miąższowa niż u wielu innych gatunków włośnianek.

## Występowanie i siedlisko
Występuje na wszystkich kontynentach poza Antarktydą. W Polsce gatunek rzadki, do 2003 r. podano jedno stanowisko, w późniejszych latach podano kilka następnych. Aktualne stanowiska podaje także internetowy atlas grzybów. Znajduje się w nim na liście gatunków zagrożonych i wartych objęcia ochroną.
Naziemny grzyb mykoryzowy występujący w sosnowych lasach, często wśród mchów. Najczęściej związany jest z sosnami Pinus (89,7%), ale odnotowano również jego występowanie pod wierzbami Salix i wśród czystków Cistus.

## Badania naukowe
Przeprowadzono kilka badań nad interakcjami H. cylindrosporum z różnymi metalami. W jednym z badań stwierdzono, że gatunek ten ma dwa geny „zaangażowane w homeostazę i detoksykację metali”. Badanie wykazało, że oba geny były w stanie wykazywać pewien rodzaj reakcji na miedź, ale tylko jeden z nich był „wysoce wrażliwy na indukcję miedzi i prawdopodobnie bierze udział w detoksykacji tego metalu”. Gen, który był mniej wrażliwy na miedź, okazał się jedynym genem zaangażowanym w nadawanie tolerancji na kadm.
Inne badanie wykazało, że enzym wytwarzany przez H. cylindrosporum zwiększał produkcję „kluczowego składnika systemu obronnego mykoryzy w warunkach stresu związanego z kadmem, w celu homeostazy i detoksykacji kadmu.
W innym badaniu odkryto, że „w glebie zanieczyszczonej arsenem te grzyb ten tworzy symbiotyczne powiązania z korzeniami roślin, chroniąc roślinę żywicielską przed stresem arsenowym. Badanie to wykazało, że grzyby „przenoszą arsen z gleby do korzeni roślin poprzez koniugację z glutationem i gromadzenie się wewnątrz wakuoli”. Naukowcy doszli do wniosku, że H. cylindrosporum skutecznie radzi sobie ze stresem arsenowym i może mieć zastosowanie w jego bioremediacji.